# Vô Đoan Tổ Hoàn
Vô Đoan Tổ Hoàn (zh. 無端祖環, ja. mutan sokan), ?-1387, là một vị Thiền sư Nhật Bản, thuộc tông Tào Động, một trong năm vị đại đệ tử của Thiền sư Nga Sơn Thiều Thạc (ja. gasan jōseki, 1275-1365).
Sư khai sáng rất nhiều Thiền viện ở các tỉnh Echizen, Noto và Iwami. Môn đệ của Sư sau truyền bá tông Tào Động tại miền Bắc Nhật Bản.